# Santiago de Cudeyo
Santiago de Cudeyo es una localidad del municipio de Medio Cudeyo (Cantabria, España), antes conocida simplemente como Santiago. En el año 2021 contaba con una población de 229 habitantes (INE). La localidad se encuentra a 80 metros de altitud sobre el nivel del mar, y a 7 kilómetros de la capital municipal, Valdecilla. El núcleo de población está inserto dentro del parque natural Macizo de Peña Cabarga, en las faldas de dicho monte.

## Patrimonio
El monumento artístico de mayor valor en esta localidad es la iglesia parroquial. Es un templo de reducidas dimensiones dedicado a Santiago Apóstol o Santiago Matamoros pues el Camino de Santiago pasa al pie de la parroquia. 
La iglesia está constituida por una sola nave con un techo de artesonado de madera. Llama la atención la cúpula nervada del presbiterio y, en especial, el precioso retablo barroco del siglo XVIII. La hornacina central del mismo alberga la talla -también del siglo XVII- de Santiago Matamoros, bellamente policromada.
La iglesia posee dos entradas. La más antigua, con un vano en arco de medio punto escasamente labrado a los pies, bajo la espadaña, hacia el oeste. La más moderna, con un vano cuadrado hacia el sur, bajo el pórtico de madera (recientemente restaurado). De cierta importancia y gran belleza es la espadaña, también del siglo XVIII y de traza barroca.

## Personajes ilustres
En esta localidad nació Dani Sotres, exportero del Racing de Santander e internacional sub-19, sub-20 y sub-21.